# Château de la Borie-Chambarel
Le château de la Borie-Chambarel est un édifice situé à Céaux-d'Allègre, en France.

## Localisation
Le château est situé sur le territoire de la commune de Céaux-d'Allègre, dans le département  de la Haute-Loire, en région Auvergne-Rhône-Alpes.

## Description
Le château édifié au XIIIe siècle est  un édifice typique dans le Velay, cette ancienne maison forte a été modifiée dans ses percements au XVe siècle puis à diverses autres époques. De plan presque carré, il est flanqué de quatre tours et prolongé par une aile de communs. L'intérieur a conservé son caractère, avec quelques décors quasiment complets (salle à manger, salon Louis XV, chambre au lit-clos).

## Historique
Le château est inscrit partiellement au titre des monuments historiques par arrêté du 2 juin 1976.

## Protection
Éléments protégés : les façades et les toitures de la maison forte et du grenier attenant ; escalier à vis avec l'oratoire ; salon avec son décor de boiseries au rez-de-chaussée ; chambre avec lit-clos au premier étage..